# Bukanda
Bukanda è una circoscrizione mista (rural ward) della Tanzania situata nel distretto di Ukerewe, regione di Mwanza. Conta una popolazione di 13 344 abitanti (censimento 2012).